# 漢斯-埃里希·沃斯
漢斯-埃里希·沃斯（德語：Hans-Erich Voß，1897年10月30日—1969年11月18日），是德軍第二次世界大戰期间的一名海軍上將，因作戰傷殘。
沃斯在1944年7月20日刺殺阿道夫·希特勒的行動中受傷，並獲得了1944年7月20日受傷徽章。1944年8月1日晉升為海軍中將。
沃斯作為卡爾·鄧尼茨元帥駐柏林的常駐代表，度過了第二次世界大戰的最後幾天。1945年4月27日，他在元首地堡參加了最後一次簡報會，他是最後看護納粹德國兩位領導希特勒與約瑟夫·戈培爾活著的目擊者。在接下來的幾天內逃離了封閉的帝國總理府。5月2日，沃斯被一些平民交給了紅軍克里門科中校，5月3日，他參加了約瑟夫·戈培爾及其家人屍體的辨認工作。隨後他被蘇聯俘虜，並於1955年1月獲釋。